# Ta'veren
Ta'veren is een belangrijke term uit de fantasy-serie Het Rad des Tijds, van Robert Jordan, over de strijd tussen goed en kwaad.
Iemand is 'Ta'veren' als om deze persoon de levenslijnen van alle mensen die hij of zij ontmoet, heen worden geweven. Dit wordt ook wel een 'lotsweb' genoemd. Het amper begrepen verschijnsel heeft iets te maken met een wijziging in de kans op toevallige gebeurtenissen: wat kan gebeuren, hoe ongebruikelijk ook, gebeurt.
Het effect is vaak zeer plaatsgebonden. Iemand die beïnvloed wordt door een Ta'veren kan dingen zeggen of doen die hij in normale omstandigheden niet zou doen. Of: een kind dat van een hoge toren valt kan weer opstaan zonder verwondingen. Maar ook: een persoon die over een steen struikelt breekt zijn nek.
Soms lijkt het effect echter de geschiedenis zelf te beïnvloeden. Men neemt aan dat dit de ware reden is dat Ta'veren er zijn: om de geschiedenis bij te sturen en het evenwicht in de omwenteling van het Rad des Tijds te herstellen. Personen worden dan ook niet geboren als Ta'veren, maar worden dit als het noodzakelijk is voor de wenteling van het Rad.
'Ta'veren' kan men herkennen door de zichtbare invloed op de wereld. Maar er zijn ook enkele personen die een 'Ta'veren' direct herkennen, zoals de Amyrlin Zetel Siuan Sanche en de Ogier Loial. De bekendste 'Ta'veren' uit het verleden zijn: Lews Therin Telamon, Mabriam en Shereed en Artur Haviksvleugel. En uit het heden: Rhand Altor, Perijn Aybara en Mart Cauton.